# Ride 2
Ride 2 è un videogioco di motociclismo sviluppato da Milestone e pubblicato in Europa il 7 ottobre 2016 per PlayStation 4, Xbox One e Microsoft Windows.
Si tratta del secondo capitolo della saga Ride: il primo è stato pubblicato nel 2015 e il terzo nel 2018. Sulla copertina del gioco è presente una delle tante moto che si possono guidare nel gioco, la Kawasaki Ninja H2r.

## Novità
Il secondo capitolo della saga segue la linea tracciata dal primo, ovvero la simulazione delle gare di moto, ma sono state aggiunte numerose novità. 

Il numero di moto a disposizione dei giocatori aumenta con l'aggiunta delle moto a Due Tempi, delle Supermotard e delle Cafè Racer a quelle presenti nel precedente capitolo (Naked e Supersportive). 

Sono state introdotte le gare di Road Racing e di conseguenza nuovi circuiti come il Nürburgring Nordschleife e nuovi circuiti per il Supermotard.  Sono anche aumentate le personalizzazioni che possono essere fatte a moto e pilota.

## Modalità di gioco
Il gioco presenta le modalità di gioco Eventi World Tour, Modalità veloci, Le mie moto, Il mio pilota, La mia squadra, Sfide e Online.

### Eventi World Tour
La modalità World Tour si divide in altre sottomodalità: Stagione di gara, Eventi ad invito, Campionato e Squadra vs Squadra.

In Stagione di gara è possibile scegliere tra quattro diverse categorie di gara che si differenziano per i tipi di moto che possono essere usate e le piste su cui correre (Urban Style, Street Icons, Hyper Sport, Pro Racing), con tre diverse difficoltà per ogni categoria (Amateur, Rookie, Expert). 

È possibile partecipare a Eventi ad invito ogni volta che vengono disputate dieci gare in modalità Stagione di gara; alla fine dell'evento si riceve una ricompensa. 

I campionati della modalità Campionato vengono sbloccati tramite le medaglie che si ottengono nella modalità Stagione di gara. 

Nella modalità Squadra vs Squadra si sfidano due team (quello del giocatore e quello dell'IA) composti da quattro piloti che si sfidano.

### Modalità veloci
In questa modalità si deve selezionare una moto, un tracciato e scegliere tra una gara veloce contro il computer, una prova cronometrata e la funzione Schermo condiviso con la quale è possibile sfidare un altro giocatore in locale. 

Si possono selezionare 30 tracciati diversi, tra cui circuiti reali come Imola, Magny-Cours, Monza o Donington Park, circuiti cittadini come Northwest200 o Macao, e altre decine di tracciati.

### Le mie moto
In questa sezione è possibile acquistare, personalizzare e selezionare la moto con la quale si vuole gareggiare. Le case costruttrici presenti sono Aprilia, Bimota, BMW, Cagiva, Ducati, Energica Motor Company, Honda, Husqvarna, Kawasaki, KTM, Magni, MV Agusta, Suzuki, TM Racing, Triumph e Yamaha.
È possibile elaborare la moto agendo su cinque aree di interesse: motore, freni, sospensioni, ruote, trasmissione ed estetica di vario tipo.

### Il mio pilota
Nella sezione oltre a ai dati anagrafici è possibile modificare l'abbigliamento del pilota. Si hanno a disposizione tre stili diversi: strada, supermotard e pista. 

Si possono modificare molti particolari come casco, visiera, tuta, giacche, pantaloni, guanti, saponette e stivali; è possibile personalizzare anche il proprio stile di guida. Nella sezione abbigliamento compaiono importanti aziende come AGV, Shoei, Arai Helmet, Dainese, Alpinestars.

## Requisiti
I requisiti di sistema minimi e raccomandati che Milestone ha fornito per la versione PC sono i seguenti:

### Requisiti minimi
- Processore: Intel i5 2500K, AMD Phenom II X4 850
- Scheda video: NVIDIA GeForce GT 640, AMD Radeon HD 6670
- Memoria: 4 GB di RAM
- Hard disk: 33 GB di spazio richiesto
- Sistema operativo: Windows 7 SP1, Windows 8, Windows 10

### Requisiti raccomandati
- Processore: Intel Core i5 4670K, AMD FX 9590
- Scheda video: NVIDIA GeForce GTX 970, AMD Radeon R9 390
- Memoria: 8 GB di RAM
- Hard disk: 33 GB di spazio richiesto
- Sistema operativo: Windows 7 SP1, Windows 8, Windows 10

## Accoglienza
Ride 2 ha ricevuto recensioni nella media da parte della critica. 
- Metacritic ha valutato il gioco 66/100 per Xbox One, 69/100 per PlayStation 4 e 67/100 per pc.[5][6][7]
- IGN (sito web) lo ha valutato 8/10 per tutte le piattaforme.[8]
- Multiplayer.it ha valutato il gioco per PC 8.2/10.[9]
- Spaziogames.it ha valutato il gioco per PC 7/10.[10]